# María Isabel (canción)
«María Isabel» es una canción de música pop de la banda española Los Payos, grabada en 1969. 

## Descripción
En tono desenfadado la canción evoca el amor en un escenario veraniego, reuniendo ingredientes como playa, sol y una joven de nombre María Isabel. Los autores han negado que el nombre se correspondiera con una persona real.
Pese a que la letra ha sido en ocasiones considerada superficial el tema permaneció en las listas durante 29 semanas, si bien algunas fuentes elevan la cifra a 38, de las cuales como número uno. Se vendieron casi un millón de discos y el tema alcanzó el número uno en la lista de Los 40 Principales manteniéndolo durante 16 semanas.
Indiscutible Canción del verano de 1969, en ocasiones se habla incluso de la canción de la década de 1960, su notoriedad cruzó las fronteras de España e igualmente se convirtió en un fenómeno de ventas en Latinoamérica.
Se editó en formato sencillo, con la canción Compasión en la Cara B.

## Versiones
El tema ha contado con las versiones de Los Mismos (1969) y de José Feliciano (1970).
De igual manera existe una versión a cargo del grupo brasilero Os CARBONOS (1970). La agrupación colombiana Los Hispanos también hizo una bella versión en género bailable con la voz de Rodolfo Aicardy.